# Diocèse de Raguse
Ne doit pas être confondu avec Diocèse de  Dubrovnik.
Le diocèse de Raguse (en latin : Diœcesis Ragusiensis ; en italien : Diocesi di Ragusa) est un diocèse de l'Église catholique en Italie, suffragant de l'archidiocèse de Syracuse et appartenant à la région ecclésiastique de Sicile.

## Territoire

région ecclésiastique de Sicile avec le diocèse de Raguse en rouge

Le diocèse est situé en partie dans le libre consortium municipal de Raguse, l'autre partie de ce consortium se trouvant dans le diocèse de Noto. Son territoire qui s'étend sur 1 029 km2 est divisé en 71 paroisses et regroupées en 4 archidiaconés. 
Le siège épiscopal est à Raguse où se trouve la cathédrale Saint-Jean-Baptiste et la collégiale Saint-Georges. Le diocèse compte aussi quatre basiliques mineures : les basiliques de Maria Santissima Annunziata (it) et de Santa Maria delle Stelle (en) à Comiso, la basilique Saint-Jean-Baptiste (it) à Vittoria, et la basilique de saint Jean-Baptiste (it) à Monterosso Almo.
Les lieux de pèlerinage les plus célèbres sont ceux de Notre Dame du Carmel à Raguse et le sanctuaire de Notre-Dame de Gulfi (it) à Chiaramonte Gulfi.

## Histoire
Le diocèse est érigé le 6 mai 1950 par la bulle Ad dominicum gregem du pape Pie XII en prenant une partie du territoire de l'archidiocèse de Syracuse. En même temps il est uni aeque principaliter à l'archidiocèse de Syracuse dont il était suffragant ; la bulle prévoyait aussi la nomination d'un évêque auxiliaire résidant à Raguse.
Le 9 septembre 1950, l'archevêque Ettore Baranzini prend officiellement possession du nouveau diocèse dans la cathédrale Saint-Jean-Baptiste en présence du cardinal Ernesto Ruffini, archevêque de Palerme. À partir du 11 juillet, Francesco Pennisi, ancien recteur du séminaire archiépiscopal de Catane, est nommé évêque auxiliaire.
Le 10 novembre 1951, le chapitre de la cathédrale est établi par la bulle Ex antiqua Ecclesiae, tandis qu'en 1952 est inauguré le séminaire diocésain. Le 1er octobre 1955, avec la bulle Quamquam est christianae du pape Pie XII, le diocèse de Raguse est séparé de l'archidiocèse de Syracuse et le même jour, Francesco Pennisi est nommé premier évêque du diocèse autonome.

## Évêques de Raguse
- Ettore Baranzini (1950-1955), également archevêque de Syracuse
- Francesco Pennisi (1955-1974)
- Angelo Rizzo (1974-2002)
- Paolo Urso (2002-2015)
- Carmelo Cuttitta (2015-2021)
- Giuseppe La Placa (it) (2021- )

## Sources
- Catholic Hierarchy